# 大熊仁三郎
大熊 仁三郎（おおくま にさぶろう、1879年〈明治12年〉11月29日 - 1945年〈昭和20年〉3月5日）は、日本の政治家、実業家、地主。浅草区会議員。日出土地社長。族籍は東京平民。

## 経歴
東京府・大熊政次郎の二男。浅草橋場生まれ。1896年、家督を相続した。尋常高等両小学を通じて8年間常に最優等を以て首席を占めたが、卒業後不幸にして病気となり学事に親しむことを得なかった。
1899年、日本護謨会社の設立に奔走する。日本護謨合資会社出資社員として会計監督の任に当たる。1900年、組織を改めて株式会社となると、監査役に挙げられ、後取締役となり1924年8月、専務取締役に就任し、傍ら1925年、日出土地会社を創立して社長に就任した。
浅草区家屋税調査委員、借地借家調停委員、日本護謨専務、東京護謨製造業組合長などをつとめた。また浅草区会議員に選ばれた。

## 人物
1936年（昭和11年）、大正天皇の「御命日十年式年祭」の開催にあたり、方面委員の功労者の一人として表彰され、記念の硯箱が下賜された。
宗教は日蓮宗。趣味は読書、散歩。住所は東京市浅草区橋場町。

## 家族・親族
大熊家
- 父・政次郎[6]
- 母・たつ（1856年 - ?、東京、荒井長三郎の妹）[8]
- 妹・コウ（1882年 - ?）[6]
- 妻・誠子[2]、誠[10]（1884年 - ?、東京、高木義範の長女[4]、高木静馬の妹[6]）
- 男・隆三（1909年 - ?、中等教員）[6]
- 男・貞郎（1911年 - ?、内務省勤務）[6]
- 四男[1]
- 五男[1]
- 六男[1]
- 七男[1]
- 八男[1]
- 女[6]